# الدين في البوسنة والهرسك

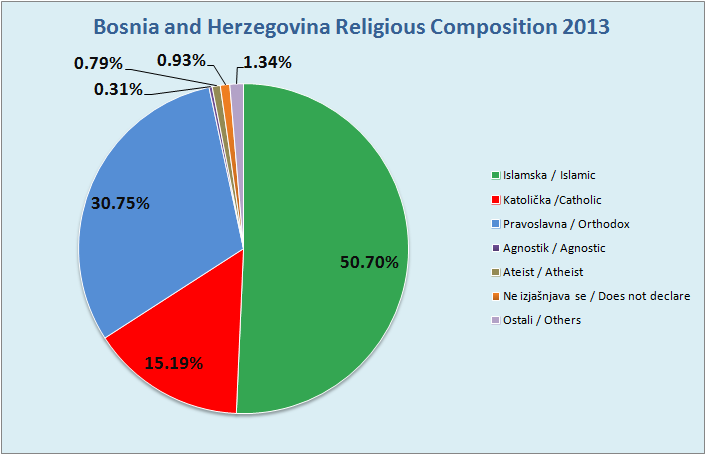
التكوين الديني للبوسنة والهرسك 2013

الدين في البوسنة والهرسك يشكل الإسلام 50,70% وأرثوذكسية شرقية 30,75% والرومان كاثوليك 15,19% والنسبة الباقية موزعة بين الإلحاد وبين من لم يجب على الأسئلة وغيرها.
الديانة في البوسنة والهرسك (2013)

## وصلات خارجية
- بوابة البوسنة والهرسك باللغة العربية